# 사쿠라가와역 (오사카부)
사쿠라가와역(일본어: 桜川駅, さくらがわえき)은 일본 오사카부 오사카시 나니와구에 있는 철도역이다. 지하철 센니치마에 선과 한신 전기 철도 한신 난바 선이 지나며, 역 번호는 S15이다.

## 이용 가능 철도 노선
- 한신 전기 철도
  - 한신 전기 철도 한신 난바 선
- 오사카시 고속 전기궤도
  - ■ 센니치마에 선

## 타는 곳
한신 전기 철도
| 1 | ■ 한신 난바 선 (상행) | 오사카난바 방면                                      |
| 2 | ■ 한신 난바 선 (하행) | 아마가사키 · 산노미야 · 산요아카시 · 산요히메지 방면 |

오사카시 고속 전기궤도
| 1 | ■ 센니치마에 선 | 난바·쓰루하시·미나미타쓰미 방면 |
| 2 | ■ 센니치마에 선 | 아와자·노다한신 방면            |

## 역세권 정보
- 난카이 고야 선 시오미바시 역
- 사쿠라가와 쇼핑 센터
- OCAR・JR 난바 역(오사카시 고속 전기궤도 7번 출구)

## 역사
- 1969년 4월 16일: 오사카 지하철 센니치마에 선 노다한신 ~ 사쿠라가와 구간 개통으로 영업 개시, 동시에 종착역이됨.
- 1970년 3월 11일: 오사카 시영 지하철 센니치마에 선 당역 ~ 다니마치 9초메간 구간 연장으로 중간역이 됨.
- 2009년 3월 20일: 한신 난바 선 니시쿠조 ~ 오사카난바 구간이 개업으로, 한신 전기 철도 개업.

## 인접 역
| 한신 전기 철도 한신 난바 선 | 한신 전기 철도 한신 난바 선                      | 한신 전기 철도 한신 난바 선 |
| --------------------------- | ------------------------------------------------ | --------------------------- |
| 도무마에 산요히메지 방면    | ■ 한신 난바 선 쾌속급행 · 준급 · 구간준급 · 보통 | 오사카난바 방면             |

| ■ 오사카 메트로 센니치마에선   | ■ 오사카 메트로 센니치마에선 | ■ 오사카 메트로 센니치마에선 |
| ------------------------------ | ---------------------------- | ---------------------------- |
| S14 니시나가호리 노다한신 방면 |                              | 난바 S16 미나미타쓰미 방면   |